# George DiCenzo
George Ralph DiCenzo (New Haven, 21 aprile 1940 – Washington Crossing, 9 agosto 2010) è stato un attore, doppiatore e sceneggiatore statunitense.

## Biografia
È considerato un ottimo attore caratterista (personaggi autoritari e severi, spesso di origine italiana), fa parte dello show business dagli anni settanta ed ottanta ed ha partecipato a tantissimi film e telefilm di successo.
Ha insegnato per anni recitazione a New York e Philadelphia, con grande successo (secondo l'attore Burt Reynolds, George era il migliore in questo campo), tenendo lezioni apprezzate sia dagli attori che dai registi. Ha vissuto in Pennsylvania con la moglie Donna Artz e con i tre figli di lei, avuti da un precedente matrimonio.
È morto a Washington Crossing per la sepsi il 9 agosto 2010, all'età di 70 anni.

## Filmografia parziale

### Cinema
- La casa dei vampiri (House of Dark Shadows), regia di Dan Curtis (1970)
- Allucinante notte per un delitto (Going Home), regia di Herbert B. Leonard (1971)
- Rubare alla mafia è un suicidio (Across 110th Street), regia di Barry Shear (1972)
- Shoot It Black, Shoot It Blue, regia di Dennis McGuire (1974)
- Las Vegas Lady, regia di Noel Nosseck (1975)
- Incontri ravvicinati del terzo tipo (Close Encounters of the Third Kind), regia di Steven Spielberg (1977)
- I ragazzi del coro (The Choirboys), regia di Robert Aldrich (1977)
- Scusi, dov'è il West? (The Frisco Kid), regia di Robert Aldrich (1979)
- La nona configurazione (The Ninth Configuration), regia di William Peter Blatty (1980)
- Gangster Wars, regia di Richard C. Sarafian (1981)
- Breach of Contract, regia di Andre R. Guttfreund (1982)
- Ritorno al futuro (Back to the Future), regia di Robert Zemeckis (1985)
- Una scommessa impossibile (The Longshot), regia di Paul Bartel (1986)
- A proposito della notte scorsa... (About Last Night...), regia di Edward Zwick (1986)
- Omega Syndrome, regia di Joseph Manduke (1986)
- Bobo, vita da cani (Walk Like a Man), regia di Melvin Frank (1987)
- Le nuove avventure di Pippi Calzelunghe (The New Adventures of Pippi Longstocking), regia di Ken Annakin (1988)
- 18 Again!, regia di Paul Flaherty (1988)
- Face of the Enemy, regia di Hassan Ildari (1989)
- Sing - Il sogno di Brooklyn (Sing), regia di Richard Baskin (1989)
- L'esorcista III (The Exorcist III), regia di William Peter Blatty (1990)
- Gypsy Eyes, regia di Vinci Vogue Anzlovar (1992)
- Lesser Prophets, regia di William DeVizia (1997)
- Illuminata, regia di John Turturro (1998)
- Imprevisti di nozze (It Had to Be You), regia di Steven Feder (2000)
- Tentazione mortale (Tempted), regia di Bill Bennett (2001)
- Hotel, regia di Mike Figgis (2001)
- Stateside - Anime ribelli (Stateside), regia di Reverge Anselmo (2004)
- Guida per riconoscere i tuoi santi (A Guide to Recognizing Your Saints), regia di Dito Montiel (2006)
- The Exorcist III: Legion, regia di William Peter Blatty (2016)

### Televisione
- Le strade di San Francisco (The Streets of San Francisco) – serie TV, episodi 2x17-4x10 (1974-1975)
- Bel Air - La notte del massacro (Helter Skelter), regia di Tom Gries – miniserie TV (1976)
- Rivkin, cacciatore di taglie (Rivkin: Bounty Hunter), regia di Harry Harris – film TV (1981)
- La legge di McClain (McClain's Law) – serie TV, 15 episodi (1981-1982)
- La signora in giallo (Murder, She Wrote) – serie TV, 6 episodi (1984-1994)
- Dynasty – serie TV, 10 episodi (1984-1985)
- E giustizia per tutti (Equal Justice) – serie TV, 26 episodi (1990-1991)
- Perry Mason: Scandali di carta (Perry Mason: The Case of the Fatal Fashion), regia di Christian I. Nyby II – film TV (1991)
- Law & Order: Criminal Intent – serie TV, episodio 1x15 (2002)

### Doppiatore
- Il segreto della spada (The Secret of the Sword), regia di Ed Friedman, Lou Kachivas, Marsh Lamore, Bill Reed e Gwen Wetzler (1985)
- Grand Theft Auto: Vice City - videogioco (2002)

## Doppiatori italiani
Nelle versioni in italiano delle opere in cui ha recitato, George DiCenzo è stato doppiato da:
- Elio Zamuto ne La signora in giallo (ep. 6x26), Law & Order - I due volti della giustizia
- Angelo Nicotra in La famiglia Bradford, La signora in giallo (ep. 11x10)
- Bruno Alessandro in Tentazione mortale, Guida per riconoscere i tuoi santi
- Claudio Fattoretto in Le nuove avventure di Pippi Calzelunghe, A proposito della notte scorsa...
- Vittorio Congia in Scusi, dov'è il West?
- Renato Mori in Ritorno al futuro
- Guido De Salvi ne La signora in giallo (ep. 1x07)
- Giorgio Lopez ne La signora in giallo (ep. 2x21)
- Gino Pagnani ne La signora in giallo (ep. 4x13)
- Franco Chillemi ne La signora in giallo (ep. 9x01)
- Luca Biagini in Memories of Manon
- Alessandro Rossi in E giustizia per tutti
- Romano Ghini ne La legge di McClain
- Stefano Mondini in L'esorcista III
- Enrico Bertorelli in Law & Order: Criminal Intent

Da doppiatore è sostituito da: 
- Francesco Di Federico ne Il segreto della spada (Hordak)
- Claudio Capone ne Il segreto della spada (Bow)